# Can Pau Boget
Can Pau Boget era una masia del poble de Riells del Fai, en el terme municipal de Bigues i Riells, a la comarca catalana del Vallès Oriental.
Les seves restes es troben a l'extrem nord-est del terme municipal, en el vessant meridional dels Cingles de Bertí, a l'indret de les Costes del Traver, a la dreta del torrent del Pollancre. És al nord.oest de Can Coll, al sud-oest de Can Berga Vell i al nord-est del Turó Roig.
Malgrat la seva pertinença al terme municipal de Bigues i Riells, no pertanyia a cap de les dues parròquies d'aquest terme, sinó a la veïna parròquia de Sant Pau de Montmany, pertanyent al Figueró i Montmany.
Originària almenys del segle xvii, actualment (2010) roman abandonada i en ruïnes.
Està inclosa en el Catàleg de masies i cases rurals de Bigues i Riells.